# Euhesma catanii
Euhesma catanii är en biart som först beskrevs av Rayment 1949.  Euhesma catanii ingår i släktet Euhesma och familjen korttungebin. Inga underarter finns listade i Catalogue of Life.